# Утабаев, Кайрат Камильевич
Кайра́т Ками́льевич Утаба́ев (каз. Қайрат Кәмілұлы Отабаев; 16 июля 1980, Ташкент, Узбекская ССР, СССР) — узбекско-казахстанский футболист, защитник.

## Карьера

### Клубная
Кайрат Утабаев родился в пригороде столицы Узбекской ССР, но по национальности он казах. В 2000 году дебютировал за «Пахтакор» в чемпионате Узбекистана. В 2003 году переходит в стан алматинского «Кайрата», в котором проводит 3 года. Следующий сезон Утабаев начинает в футболке клуба «Алма-Ата». В 2009 году возвращается в чемпионат Узбекистана и переходит в «Андижан». Но сыграв всего сезон, возвращается в «Кайрат».
В марте 2011 Утабаев попадает в заявку карагандинского «Шахтёра» на сезоне 2011. В этом же сезоне становится двукратным чемпионом Казахстана. После окончания чемпионата руководство «Шахтёра» не стало продлевать контракт с Кайратом Утабаевым, и он на правах свободного агента подписал контракт с павлодарским «Иртышом».
В конце 2012 года завершает свою профессиональную карьеру из-за предстоящей операции по пересадке искусственной почки.

### В сборной
Дебют в национальной сборной Казахстана состоялся в матче против команды Дании.

## Достижения

### Командные
- Чемпион Узбекистана: 2002
- Обладатель Кубка Узбекистана: 2001, 2002
- Чемпион Казахстана: 2004, 2011
- Обладатель Кубка Казахстана: 2003